# Amanda Nielsen
"Edith", hvis borgerlige navn var Amanda Jensine Nilsson (født 16. februar 1866 i København, død 2. december 1953 i Hamborg) var en dansk visesangerinde.
Hun var født på Vesterbro og var yngst af tre døtre af en indvandret svensk arbejdsmand ved navn Jöns Nilsson (1824-1909) og hans danske kone Jensine Jensdatter (1822-96). Amanda brugte dog aldrig faderens svenske efternavn, men ændrede det til det danske Nielsen.
Barndomshjemmet lå på den daværende Vesterbros Badevej. Faderen blev han udsat for en arbejdsulykke, så Amanda og hendes to ældre søstre måtte tidligt ud på arbejdsmarkedet. Efter at have arbejdet som syerske blev hun som 18-årig ansat på forlystelseshaven Alleenberg på Frederiksberg Allé og startede her en karriere i det københavnske syngepigemiljø. Efter et år blev hun efter en turné i Finland ansat i Allégade hos Carl Kehlets Café Chantant i det nuværende Lorry-kompleks.
Kendt som Holger Drachmanns elskerinde og muse "Edith". De mødte hinanden på Café Chantant i 1887. Digteren var 41 år og gift for anden gang og havde børn. Amanda var 21 og forlovet med manufakturhandler Bernhard Otto Mossin. Endelig i 1891 forlod Drachmann sin kone og barn og flyttede sammen til Hamborg med Amanda, der slog op med Mossin. Mens Drachmann sad og digtede i en lejligheden i Eichenstrasse, stod Amanda hver aften på en sangerindetribune i St. Pauli. De skiltes ad efter hun i 1897 brød forholdet og den da (67) 51-årige årige Drachmann giftede med den 30-årige norske Soffy Drewsen, Oda Krohgs søster.
Amanda Nielsen blev i 1898 giftet med en to år yngre tyske købmand Bernhard Gerlach og slog sig ned i Hamburg. Her fik Amanda et kortvarigt, men børnerigt ægteskab; Gregor Hans (1899), Johan Andreas Ludwig (1900), Sara Paula (1904). Bernhard Gerlach døde allerede i 1911, kun 43 år gammel.
Amanda overlevede sin anden mand med næsten 40 år og flyttede som ældre til det danske asyl "Stift Rosenborg" i Börnsen i Lauenborg sydøst for Hamborg. Under det engelske bombardement af byen 1943 mistede hun mange af sine ejendele. Dog reddede hun bl.a. en tegning af Drachmann og alle hans 550 breve til hende, som hun i 1947 sendte til Det Kongelige Bibliotek i København.
I Lorry findes en buste af Amanda Nielsen fra 1892 lavet af J.F. Willumsen som også har et maleri fra 1911 af Aksel Jørgensen.